# 栗田直躬
栗田 直躬（くりた なおみ、1903年5月10日 - 1998年6月12日）は、日本の中国哲学研究者、中国学者。早稲田大学名誉教授。

## 経歴
1903年、茨城県水戸市で生まれた。第一早稲田高等学院を卒業し、早稲田大学文学部西洋哲学専攻に進学。戸川行男と共に津田左右吉の講義を受講したことを機に、以後、津田に師事。
1933年に早稲田大学文学部助手となった。1937年から2年間北京に留学。1939年に帰国し、早稲田大学文学部専任講師に昇格。1948年に早稲田大学文学部教授となった。1974年に早稲田大学を退職し、名誉教授となった。1998年に死去。

## 受賞・栄典
- 1976年：勲三等瑞宝章を受章。
- 1998年：死去と同時に従五位に叙せられた。

## 研究内容・業績
中国思想研究
近代的な中国思想研究を日本に導入した先駆者として知られ、特に中国古代思想の分野で優れた業績を上げた。指導を受けた主な学生には小林正美、土田健次郎がいる。
早稲田大学で師事した津田左右吉の終生の弟子として知られており、1939年に起こった津田事件では裁判審理にも関わった。『津田左右吉全集』の編集を担ったのをはじめ、彼に関する数多くの論文を書いている。
會津八一コレクションへの関与
骨董品の優れた目利きであり、北京留学中に会津八一に依頼されて収集した陶器などの骨董品が「會津八一コレクション」の一部となっている。

## 家族・親族
- 親族：栗田寛は国学者・歴史学者で、『大日本史』を編纂した。
- 親族：清水正健も歴史学者で、『水戸文籍考』、『荘園志料』を著した。

## 著作
著書
- 『中国上代思想の研究』岩波書店 1949[3]
- 『津田左右吉』早稲田大学学生部 1981
- 『中国思想における自然と人間』岩波書店 1996
- 『遺文集　一片の冰心』私家版 1999
- 『中国上代思想入門』平楽寺書店 2017

歌集
- 『小枝の箸』（歌集）私家版 1970
- 『廃墟の草』（歌集）私家版 1980
- 『氷河と月』（歌集）私家版、1993

編集
- 『津田左右吉全集』（全33巻）岩波書店、1963－1966年（第1次）。1986－1989年（第2次）。

## 参考
- 「栗田直躬先生(早稲田大学名誉教授)を偲ぶ」PDF
- 『東洋の思想と宗教』第16号、早稲田大学東洋哲学会、1999年、124－160頁。